# 下江波駅
下江波駅（しもえなみえき）は、かつて福井県丹生郡宮崎村（現・越前町）江波にあった福井鉄道鯖浦線の駅（廃駅）である。

## 歴史
- 1928年（昭和3年）11月8日：佐々生 - 織田間が開業し開業。
- 1945年（昭和20年）8月1日：福武電気鉄道と合併し、福井鉄道鯖浦線の駅となる。
- 1972年（昭和47年）10月12日：西田中 - 織田間が廃止され廃駅となる。

## 駅構造
詳細な構造は不明だが、列車交換は不可能だった。

## 駅跡
駅の名をとどめるものは残っていない。

## 隣の駅
福井鉄道
鯖浦線
樫津駅 - 下江波駅 - 江波駅